# Kunstmuseum Bochum

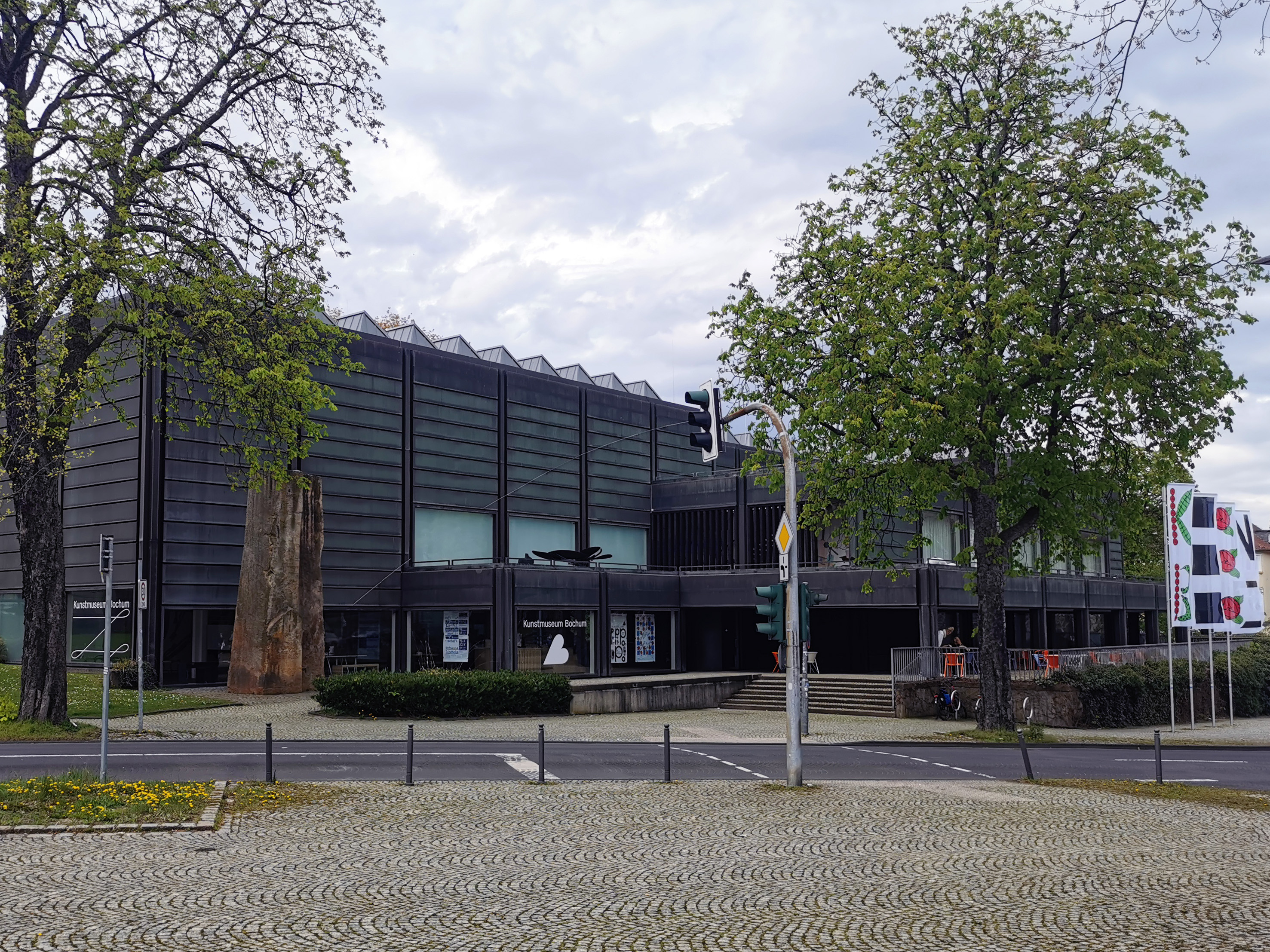
Kunstmuseum Bochum, Erweiterungsbau aus dem Jahr 1983, im April 2023

Das Kunstmuseum Bochum ist ein Kunstmuseum im Stadtparkviertel von Bochum. Es befindet sich am nördlichen Ende der Bochumer Kortumstraße. Gegenüber dem Museum liegt der Bochumer Stadtpark, unter anderem mit einigen Kunstobjekten aus Stahl. Das Museum geht auf die Städtische Gemäldegalerie und das Jahr 1921 zurück. 1960 wurde das Museum als Städtische Kunstgalerie neu gegründet. Mit der Übernahme zusätzlicher Abteilungen hieß es ab 1970 Museum Bochum.

## Geschichte

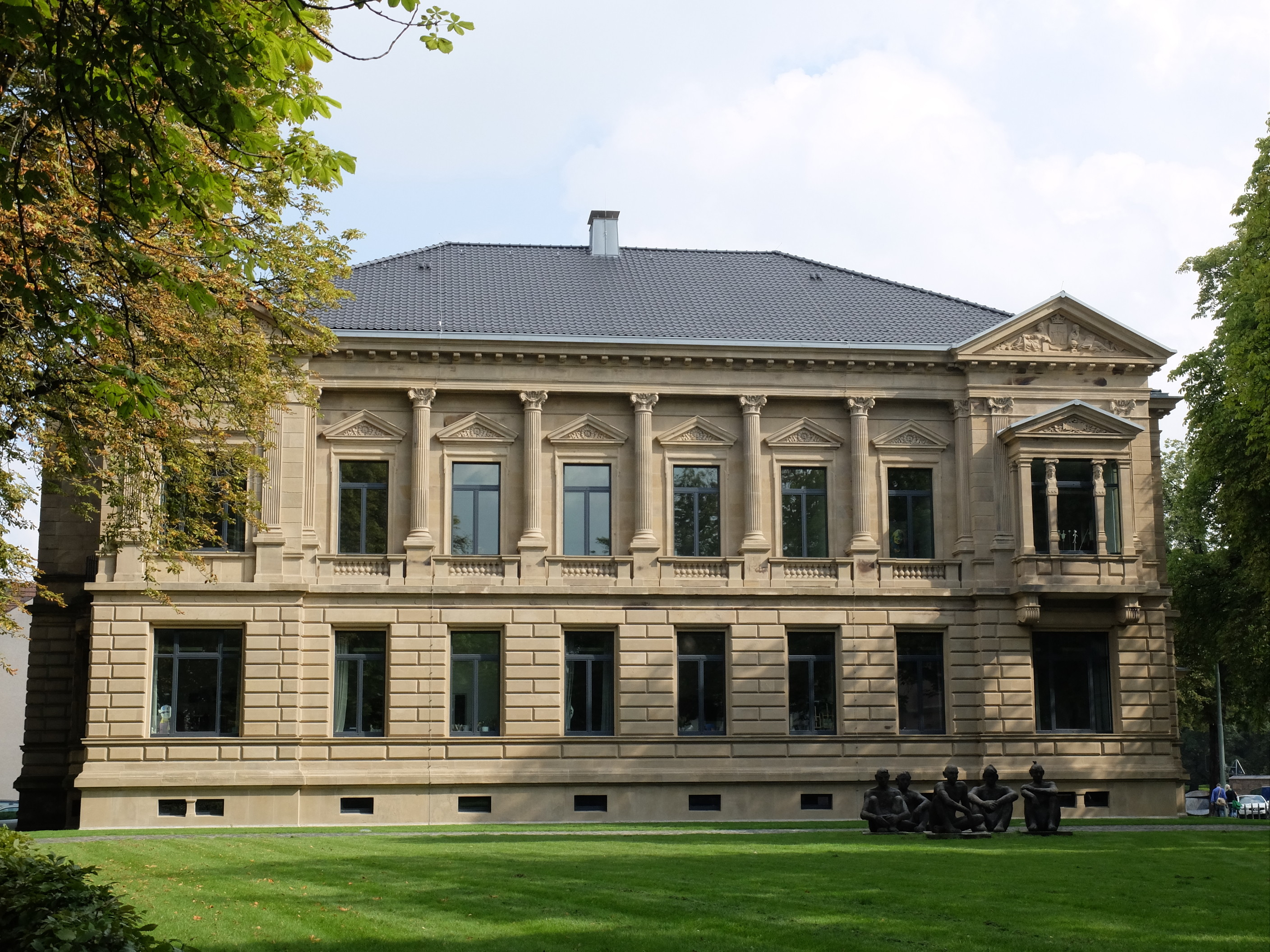
Villa Marckhoff-Rosenstein, im September 2015

Vorgängerin des Museums war die Städtische Gemäldegalerie. Diese war am 10. Juli 1921 in drei Räumen des Alten Knappschaftsgebäude an der Viktoriastraße 6 eröffnet worden. Der erste Leiter war Dr. Reiche, Leiter der Ruhmeshalle in Barmen. Durch Besatzung durch die Franzosen sowie Raumproblemen kam es zu längeren Schließungen, bis die Galerie im Dezember 1924 in die Verwaltungsgebäude der Deutschen Ammoniak-Verkaufs-Vereinigung (später Aral) an der Wittener Straße einziehen konnte. Im Mai 1926 konnte die Galerie durch Anmietung im Mai 1926 in die Villa Nora, Kaiser-Wilhelm-Straße 24, schräg gegenüber der heutigen Museumsvilla einziehen. Hier fand auch der Kunstverein, zur Unterstützung der Gemäldegalerie gegründet, seine Unterkunft. Die Galerie blieb hier bis zu starker Zerstörung im Zweiten Weltkrieg.
In der Zwischenzeit hatten Ausstellungen an verschiedenen Orten stattgefunden, so zum Beispiel zum 25-jährigen Geburtstag 1946 im Lichthof des Bergbaumuseums vom 15. Juli bis zum 16. August die Jahresschau Bochumer Künstler, weitere auch im Kaufhaus Baltz und im Hotel Metropol. Einen Auftrag zu sammeln gab es erst ab 1960. Davor war eigener Bestand nur minimal vorhanden, und die Ausstellungen wurden aus Leihgaben bestückt.
Die städtische Kunstvermittlungsinstitution hatte ab 1960 als Städtische Kunstgalerie in der historistischen Doppelvilla Marckhoff-Rosenstein aus dem Jahre 1900 wieder ein Zuhause. Es begann am 3. April jenes Jahres mit der Ausstellung Bochum ’60 – junge deutsche Kunst.
Die Villa Marckhoff-Rosenstein wurde 1983 durch einen Neubau der dänischen Architekten Jørgen Bo und Vilhelm Wohlert erweitert, wofür zwei gut erhaltene Jugendstil-Villen abgerissen wurden. Das Kunstmuseum zog dann allmählich in den Neubau, denn der nach dem Krieg neu errichtete Dachstuhl der Villa belastete die Außenwände zu sehr. Im Februar 2003 rief die Bochumer Privatbrauerei Moritz Fiege die „Initiative Villa Marckhoff“ zur Sanierung der Fassade ins Leben. Die Renovierung fand in den Jahren 2009 bis 2010 statt. Seit 2020 kann im Altbau nun die eigene Sammlung des Museums besichtigt werden.
Seit März 2014 sind Museum und die Villa in der Route der Industriekultur, Themenroute Bochum aufgelistet.

## Persönlichkeiten
Es ist vor allem zwei Bochumern zu verdanken, dass ihre Stadt mit kommunalen Kulturinstitutionen tätig wurde: Wilhelm Stumpf und Bernhard Kleff. Die Leitung der Städtischen Gemäldegalerie lag in den Händen von Richart Reiche aus Barmen. Ab 1952 beauftragte das städtische Kulturamt den Kunstmaler und Vorsitzenden des Künstlerbundes Heinrich Döhmann als freien Mitarbeiter und Honorarkraft mit der Durchführung von Ausstellungen; ab 1957 bekam er ein festes Gehalt und durfte sich ab 1958 „Leiter der Städtischen Kunstsammlung“ nennen, bis seine Gesundheit 1959 es nicht mehr erlaubte. 1960 wurde Peter Leo Leiter der Städtischen Kunstgalerie, die 1970 in Museum Bochum umbenannt wurde.
Der 1969 von Peter Leo als wissenschaftlicher Assistent eingestellte Peter Spielmann wurde 1972 nach Peter Leos Tod der neue Leiter. Wissenschaftlicher Mitarbeiter und Stellvertretender Direktor bei Spielmann war von 1974 bis 1981 Michael Fehr, der 1978 bei Max Imdahl promovierte. Anschließend, 1997, wurde der promovierte Kunsthistoriker Hans Günter Golinski Direktor des Museums. Ende 2020 ging er in den Ruhestand. Als Interimsdirektor fungierte bis Ende Mai 2021 Sepp Hiekisch-Picard. Seit dem 1. Juni 2021 ist die Niederländerin Noor Mertens Direktorin des Museums.

## Sammlung
Die frühsten Werke, vorrangig Graphiken und einige Gemälde um 1900, lassen sich dem Tschechischen Symbolismus und Kubismus zuordnen. Eine Werkgruppe von Skulpturen des Bildhauers Otto Gutfreund, eine Dauerleihgabe der „Stiftung der Sparkasse zur Förderung von Kultur und Wissenschaft“, komplettiert diesen Sammlungsteil. Von Lovis Corinth besitzt das Museum ein umfangreiches Konvolut von Arbeiten auf Papier. Eine Folge von zwölf Zeichnungen von Kasimir Malevic gehört ebenfalls zur Sammlung. Alle wichtigen deutschen Expressionisten sind mit Graphiken sowie einigen Ölgemälden vertreten. Von Wilhelm Morgner gelangten ein bedeutendes Gemälde sowie eine größere Anzahl Zeichnungen in die Sammlung.
1937 wurden in der NS-Aktion „Entartete Kunst“ aus der Städtischen Gemäldegalerie siebzehn Arbeiten von Peter August Böckstiegel, Hans Dornbach, Johannes Greferath, Adolf Josef Maria de Haer, Karl Hofer, Jean Baptist Hermann Hundt, Peter Janssen, Alfred Kubin, Wilhelm Morgner, Wilhelm Schmid und Eberhard Viegener beschlagnahmt. Davon wurden zehn danach zerstört.
Die Kunst des Surrealismus mit seinen internationalen und zeitversetzten Formulierungen macht einen umfangreichen Teil des städtischen Kunstbesitzes aus. Zum weiteren Umfeld des Surrealismus lassen sich Gemälde und Grafiken zählen, welche die Gruppe „CoBrA“ repräsentieren. Deutsche Kunst der 1950er, 1960er und 1970er Jahre prägt die Sammlung qualitativ und quantitativ, sowohl abstrakte und informelle als auch figurative Kunst ist vertreten.
HAP Grieshaber nimmt durch große Holzschnitte und insbesondere durch eine umfangreiche Reihe von Buchillustrationen – ebenfalls eine Dauerleihgabe der „Stiftung der Sparkasse zur Förderung von Kultur und Wissenschaft“ – eine Sonderstellung innerhalb der Nachkriegskunst ein. Einige Beispiele aus der Bewegung Abstraction und Creation repräsentieren Kunst aus Frankreich. Seit den 1960er Jahren bis heute gelangten Werke zeitgenössischer Künstler aus Polen, Tschechien und Ungarn in die Sammlung.
Früh sammelte man in Bochum die Fotografie. Solitäre in dieser Sammlung sind Werke von Francis Bacon, Frank Stella, Cy Twombly oder Nam June Paik. Daneben besitzt das Museum Bochum von folgenden Künstlern Nachlässe und größere Werkgruppen: Reinhard Schmidthagen, Josef Sudek, Karel Čapek, Jakob Bauernfreund, Fred Deux, Leonore Fini, Wilhelm Loth, Louise Nevelson, Douglas Swan und Kurt Rehm. Aus dem Umfeld der Art Brut wurde eine eigene kleine Kollektion aufgebaut. Künstler, die in Bochum beziehungsweise in der Region leben und arbeiten, sind ebenfalls in der Sammlung präsent.